# إنجر ستيفينز
إنجر ستيفينز هي ممثلة أمريكية وسويدية، ولدت في 18 أكتوبر 1934 بستوكهولم في السويد، وتوفيت في 30 أبريل 1970 بهوليوود في الولايات المتحدة بسبب جرعة زائدة.

## أعمال

### أفلام
- (1968) اشنقهم عاليا

## وصلات خارجية
- إنجر ستيفينز على موقع IMDb (الإنجليزية)
- إنجر ستيفينز على موقع ألو سيني (الفرنسية)
- إنجر ستيفينز على موقع أول موفي (الإنجليزية)
- إنجر ستيفينز على موقع قاعدة بيانات برودواي على الإنترنت (الإنجليزية)
- إنجر ستيفينز على موقع قاعدة بيانات الأفلام السويدية (السويدية)
- إنجر ستيفينز على موقع إن إن دي بي (الإنجليزية)
- إنجر ستيفينز على موقع قاعدة بيانات الفيلم (الإنجليزية)
- إنجر ستيفينز على موقع كينوبويسك (الروسية)